# Alfonso de Orléans-Borbón, 7. Herzog von Galliera

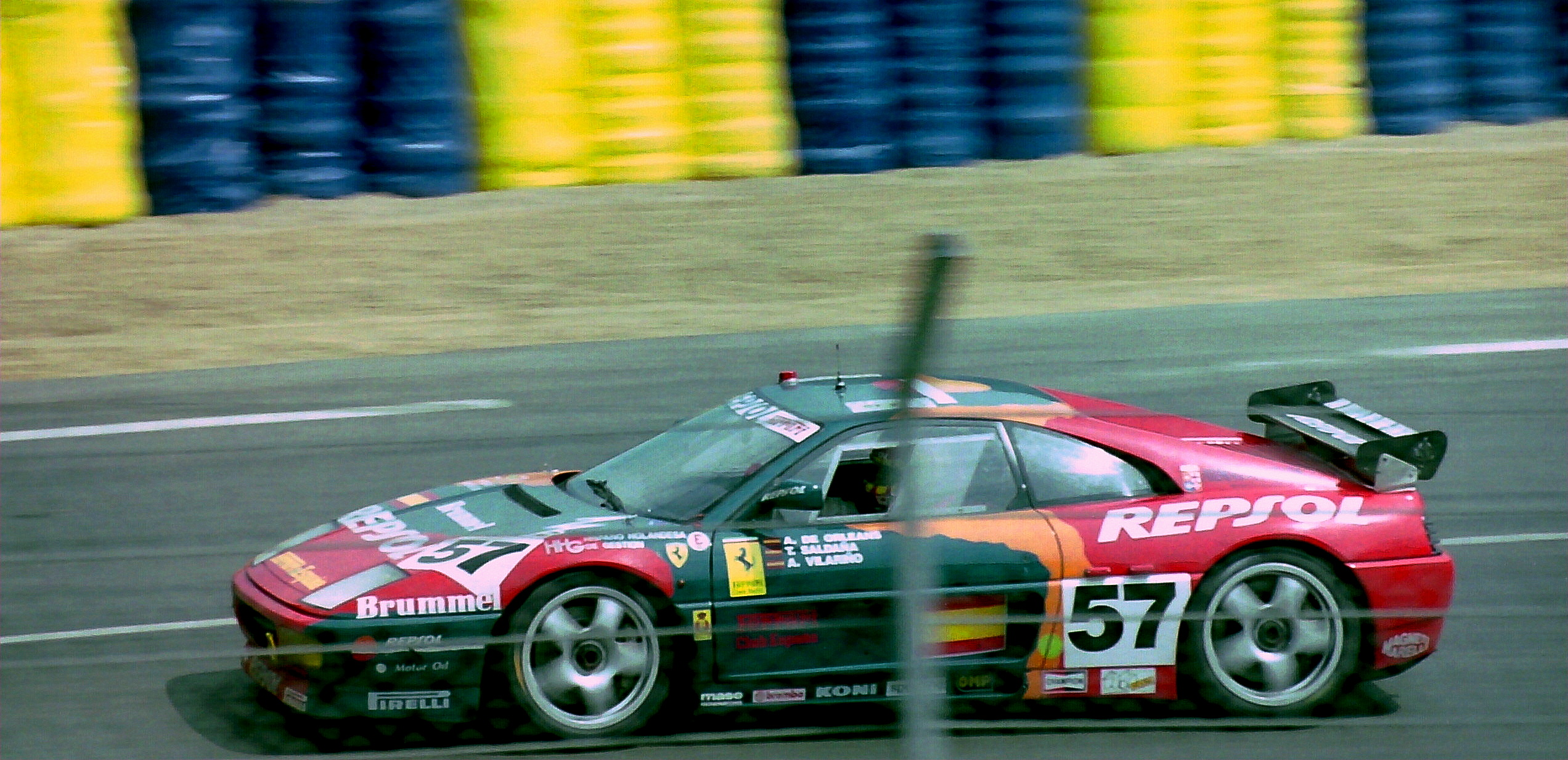
Der Ferrari 348 GTC-LM von Tomás Saldaña, Andres Vilariño und Alfonso de Orleans-Borbón beim 24-Stunden-Rennen von Le Mans 1994

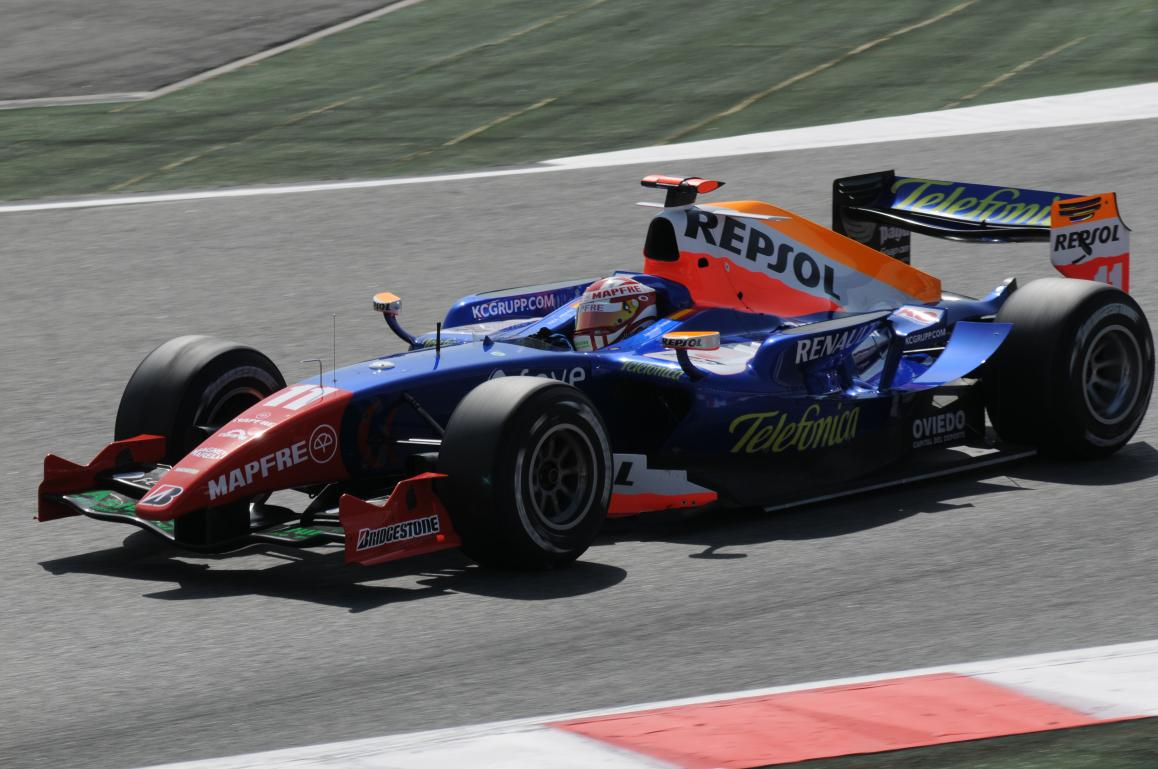
Javier Villa im Racing-Engineering-GP2-Dallara 2008 in Barcelona

Don Alfonso de Orléans-Borbón y Ferrara-Pignatelli, Herzog von Galliera (* 2. Januar 1968 in Santa Cruz de Tenerife) ist ein spanischer Adeliger und ehemaliger Rennstallbesitzer und Autorennfahrer.

## Familie
Alfonso de Orleans-Borbón ist ein Mitglied der spanischen Linie des Hauses Orléans. Sein Großvater war Álvaro de Orleans-Borbón, 6. Herzog von Galliera (1910–1997). Nach dessen Tod 1997 erbte er den Titel Herzog von Galliera, da sein Vater bereits 1975 verstorben war. Seine Urgroßmutter war Beatrice von Sachsen-Coburg und Gotha (1884–1966), die Tochter von Alfred von Sachsen-Coburg und Gotha (1844–1900), dem zweitgeborenen Sohn von Queen Victoria (1819–1901), und dessen Ehefrau Marija Alexandrowna Romanowa (1853–1920), Tochter des russischen Kaisers Alexander II.
Als Katholik ist er von der Thronfolge im Vereinigten Königreich ausgeschlossen. Von 1994 bis 2001 war er mit der bürgerlichen Belgierin Véronique Goeders verheiratet. Der Verbindung entstammte ein Sohn.

## Karriere als Rennfahrer
Alfonso de Orleans-Borbón war in den 1990er-Jahren als Rennfahrer aktiv. Er bestritt Rennen der International GT Endurance Series und ging ab 1997 für Kremer Racing in der FIA-GT-Meisterschaft an den Start. Sein bestes Ergebnis bei einem Internationalen Sportwagenrennen war der zweite Gesamtrang im Kremer K8 Spyder beim 2:30-Stunden-Rennen von Paul Ricard 1998.
Zweimal startete er beim 24-Stunden-Rennen von Le Mans. 1994 erreichte er gemeinsam mit seinen Landsleuten Tomás Saldaña und Andres Vilariño im Ferrari 348 GTC-LM den elften Gesamtrang. 1995 scheiterte eine weitere Platzierung im Schlussklassement an einem Unfall.

## Rennstallbesitzer
Alfonso de Orleans-Borbón gründete 1999 das Rennsportteam Racing Engineering, das er heute noch leitet. Das Team war und ist in unterschiedlichen Monopostoserien engagiert. Giorgio Pantano (2008) und Fabio Leimer (GP2-Serie 2013) gewannen mit Racing-Engineering-Wagen die Fahrerwertung der GP2-Serie. Unter anderem fuhren auch Neel Jani, Filipe Albuquerque, Lucas di Grassi, Alexander Rossi, Sebastian Vettel, Sébastien Buemi, Justin Wilson und Franck Montagny für das spanische Motorsportteam.

## Statistik

### Le-Mans-Ergebnisse
| Jahr | Team                  | Fahrzeug           | Teamkollege   | Teamkollege            | Platzierung | Ausfallgrund |
| ---- | --------------------- | ------------------ | ------------- | ---------------------- | ----------- | ------------ |
| 1994 | Repsol Ferrari España | Ferrari 348 GTC-LM | Tomás Saldaña | Andres Vilariño        | Rang 11     |              |
| 1995 | Heico Motorsport      | Porsche 911 GT2    | Tomás Saldaña | Miguel Ángel de Castro | Ausfall     | Unfall       |